# Lemon Jelly
Lemon Jelly је музички пројекат између Ник Франглена (Nick Franglen) и Фреда Дикина (Fred Deakin). Њихов музички стил се може дефинисати као нешто између инди попа и трип-хопа.

## Музика
Франглен и Дикин су првенствено издали три синглаа, The Bath (1998), The Yellow (1999) и The Midnight (2000), касније скупљена у албум који се издат 2000. године, Lemonjelly.KY, и који је доживео велики комерцијални успех и имао одличну критику. Њихов други албим (и само прокламован као први студијски албум), Lost Horizons, се појављује 2002. године и поново бележи велики успех. Синглови са тог албума, "Space Walk" и "Nice Weather For Ducks" су били номиновани за Mercury Music Prize за 2003. и за Brit Award у Best Dance Act категорији за 2004.
Последњи албум из 2005. године, '64 - '95, показује доста комплекснији звук него на претходним издањима. Назив албума потиче од чињенице да сви синглови заправо представљају обраде песама из периода 1964. и 1995, урађених у маниру препознатљивом за ову групу. На пример, на албуму се налази песме Вилијама Шатнера (William Shatner), која се налази на његовом албуму Has Been из 1968. Албум је нешто касније обогаћен DVD издањем под истим називом, при чему је свака песма укомпонована са 2Д или 3Д анимацијом. Звук не DVD-у је доступан и као 'стандардни стерео' и као '5.1 звучни систем'. Анимације и визуелни ефекти су дело дизајнерског стидија Airside.

## Концертна извођења
Lemon Jelly је познат по својим маштовитим живим наступима. Године 2003. Lemon Jelly су извели турнеју по Уједињеном Краљевству. Уместо унапред испланираног концертног наступа, Фред и Ник су организовали огромну игру на срећу (Housie или Bingo), у којој је учествовао велики број људи из публике.
Током других наступа, подршка је била обезбеђена од Дона Партриџа (Don Partridge) - познатог музичара, док су "Jelly Helpers" делили слаткише публици. Такође су једном организовали добротворну акцију за децу, где су на великом екрану приказивани класични британски цртани филмови, док је цео догађај био пропраћен кловновима и мноштвом балона. 
Током година Lemon Jelly su постали препознатљиви по органозовању несвакидашњих и узбудљивих 'live show' перформанса, тако да су између осталог водили "Glastonbury Фестивал", "V Фестивал", "Reading Фестивал" и "The Big Chill музички фестивал".

## Lemon Jelly у медијима
Британска медијска кућа BBC користила је многе синглове групе Lemon Jelly као трејлере и уводне шпице за многе емисије, укључујући песме "Nice Weather for Ducks", "Ramblin' Man" и "The Shouty Track". И многе друге телевизијске станице су користиле њихову музику, као на пример песма "The Staunton Lick" која је коришћена у завршној сцени телевизијске хумористичке серије "Spaced". Такође су се могли чути у ТВ рекламама. Најупечатљивији пример, музика из песме In the Bath, је коришћена у ранијим Моторолиним "Hello Moto" рекламама, где су снимани гласови преко оригиналне Lemon Jelly песме.

## Остали пројекти
Крајем 2005. године, Франглен је урадио ремикс за песму "Man In A Garage" групе "Coldcut" и музику за рачунарску видео-игрицу "The Sims 2", као и за проширену верзију "The Sims 2: Nightlife". 
Тренутно није познато да ли је нови албум у продукцији или дует ради на неким другим пројектима, с обзиром да је Франглен недавно продуцирао нови студисјки албум "Born in the U.K." групе "Badly Drawn Boy".

### Синглови
- The Bath EP (1998)
- The Yellow EP (1999)
- The Midnight EP (2000)
- "Soft/Rock" (2001)
- "Space Walk" (2002, #36 UK)
- "Nice Weather for Ducks" (2003, #16 UK)
- "Rolled/Oats" (2003)
- "Stay With You" (2004, #31 UK)
- "The Shouty Track" (2005, #21 UK)
- "Make Things Right" (2005, #33 UK)

Напомена: Soft/Rock и Rolled/Oats нису издати под именом Lemon Jelly.